# Међународна година особа са инвалидитетом
Генерална скупштина Организације уједињених нација је 1981. годину прогласилa Међународном годином особа са инвалидитетом. Одлука је донијета 1976. године, а наредних пет година, до године особа са инвалидитетом, био је посвећен прављењу плана акције са нагласком на изједначавање могућнсти, рехабилитацији и превенцији инвалидитета. Слоган је био „инвалидска колица у сваком дому”, дефинисан као право особа са инвалидитетом да у потпуности учествују у животу и развоју свог друштва, уживају услове живота као и други грађани и имају једнак удио у побољшаним условима који су резултат друштвено-економског развоја.
Главни исход Међународне године особа са инвалидитетом била је формулација Свјетског програма деловања у вези са особама са инвалидитетом који је усвојила Генерална скупштина Организације уједињених нација у децембру 1982. године. То такође признаје предговор Конвенције о правима особа са инвалидитетом.
Међународна деценија особа са инвалидитетом трајала је од 1983. до 1993. године. Затворио га је говор др Роберта Давила у Генералној скупштини, тада помоћника секретара у америчком Министарству образовања, који је изјавио да „прије истека године, очекујемо да се број особа са инвалидитетом удвостручи”.
Уједињене нације 3. децембар сваке године, од 1992. године, идентификују као Међународни дан особа са инвалидитетом.
Британски кантаутор Ијан Дјури, који је и сам инвалид, објавио је 1981. године пјесму „Spasticus Autisticus”, која је намијењена да буде оштра критика Међународне године особа са инвалидитетом, коју је сматрао „снисходљивом” и „крајње неосјетљивом”.